# アントン・ゼムリャヌヒン
アントン・ゼムリャヌヒン（キルギス語: Антон Землянухин、ラテン文字: Anton Zemlianukhin、1988年12月11日 - ）は、キルギス・チュイ州カント出身のキルギス代表プロサッカー選手である。ポジションはFW。

## 概要
2007年の8月に18歳でキルギス・リーグに所属するFCアブディシュ・アタ・カントよりトルコの2部リーグであるTFF1.リガのギレスンスポルにレンタル移籍した。同年にはキルギス代表に選ばれた。2011年にFCアクトベに移籍した後、2012年にFCトルペド・モスクワへと完全移籍した。